# Karol Mets
Karol Mets ,  estonski nogometaš, * 16. maj 1993, Viljandi.

## Življenjepis
Karol je bil rojen v mestu Viljandi,ki ima 17.500 prebivalcev in leži na jugu Estonije. Od glavnega mesta (Talin) je njegov rojstni kraj oddaljen 160 km. Z nogometom se je začel ukvarjati pri 8 letih in vseskozi igral na položaju branilca.Po navadi igra na položaju levega ali desnega centralnega branilca,ker je dober v igri z obema nogama.Lahko pa igra tudi na položaju zadnjega zveznega igralca. Doslej je igral za Estonsko U15 (1 nastop leta 2007) pa za U17 (7x) in 1x tudi v U18 leta 2010. Za člansko izbrano vrsto Estonije pa je debitiral 19.novembra 2013 na prijateljski tekmi v Vaduzu proti Lihtenštajnu.